# Marais et falaises des côteaux de Gironde
Marais et falaises des côteaux de Gironde este o arie protejată (sit de importanță comunitară — SCI) din Franța întinsă pe o suprafață de 12.508 ha, din care 16 % marine.

## Localizare
Centrul sitului Marais et falaises des côteaux de Gironde este situat la coordonatele 45°18′43″N 0°45′57″W / 45.31194°N 0.76583°V.

## Înființare
Situl Marais et falaises des côteaux de Gironde a fost declarat arie specială de conservare în baza directivei 92/43 din 1992 referitoare la conservarea habitatelor naturale și a faunei și florei sălbatice pentru a proteja 15 specii de animale.

## Biodiversitate
Situată în ecoregiunea atlantică, aria protejată conține 19 habitate naturale: Pante stâncoase calcaroase cu vegetație casmofită, Păduri aluvionare cu Alnus glutinosa și Fraxinus excelsior (Alno-Padion, Alnion incanae, Salicion albae), Salicornia și alte specii anuale care populează regiunile mlăștinoase și nisipoase, Dune mobile cu vegetație embrionară, Liziere de ierburi înalte hidrofile de câmpie și de nivel montan până la alpin, Estuare, Ape puternic oligomezotrofe cu vegetație bentonică cu Chara spp., Cursuri de apă de la nivel de câmpie la nivel montan, cu vegetație Ranunculion fluitantis și Callitricho-Batrachion, Pajiști uscate seminaturale și facies de acoperire cu tufișuri pe substraturi calcaroase (Festuco-Brometalia) (* situri importante pentru orhidee), Păduri de Quercus ilex și Quercus rotundifolia, Lacuri eutrofice naturale cu vegetație de tip Magnopotamion sau Hydrocharition, Pășuni atlantice udate de apa mării (Glauco-Puccinellietalia maritimae), Dune împădurite cu Pinus pinea și/sau Pinus pinaster, Vegetație anuală la limita mareei, Iazuri temporare mediteraneene, Ape oligotrofe în general din solurile nisipoase vest-mediteraneene, cu un conținut foarte redus de minerale, cu Isoetes spp., Dune de coastă fixe cu vegetație erbacee („dune gri”), Dune împădurite din regiunile atlantică, continentală și boreală, Faleze cu vegetație de pe coastele atlantice și baltice.
La baza desemnării sitului se află mai multe specii protejate:
- mamifere (10): liliac cârn (Barbastella barbastellus), vidră de râu (Lutra lutra), liliac cu aripi lungi (Miniopterus schreibersii), nurcă (Mustela lutreola), liliac cu urechi mari (Myotis bechsteinii), liliac cu urechi de șoarece (Myotis blythii), liliac cărămiziu (Myotis emarginatus), liliac comun (Myotis myotis), liliacul mare cu potcoavă (Rhinolophus ferrumequinum), liliacul mic cu potcoavă (Rhinolophus hipposideros)
- nevertebrate (4): Coenagrion mercuriale, rădașcă (Lucanus cervus), fluturele purpuriu (Lycaena dispar), Rosalia alpina
- reptile (1): țestoasa de baltă (Emys orbicularis)

Pe lângă speciile protejate, pe teritoriul sitului au mai fost identificate 11 specii de plante, 1 specie de păsări, 5 specii de amfibieni, 10 specii de mamifere, 2 specii de nevertebrate, 3 specii de reptile.